# Францішек Пйотр Потоцький
Францішек Пйотр Потоцький (1745 — 15 січня 1829, Бердичів) — польський шляхтич гербу Пилява, військовий і державний діяч Речі Посполитої. Староста щирецький, шеф реґіменту Потоцьких.

## Життєпис
Син львівського каштеляна Юзефа Потоцького та його другої дружини. Після смерті батька його опікунами були родичі, зокрема, Катажина Коссаковська. Вихованням та навчанням керувала мати.
За В. Конопчиньським, привіз до Пряшева оригінал акту безкоролів'я, проголошеного 9 квітня 1770 у Варні Міхалом Красінським, Йоахімом Каролем Потоцьким. Весною 1772-го в Мюнхені регулював майнові справи з тестем. Сплатив борги брата Іґнація, мав якийсь час опіку над малолітнім Протом Потоцьким. Після повернення тестя з еміграції мав з ним суперечки через майно; в 1780 дійшло до кривавих конфліктів, життя тестя було в небезпеці. Може, 1783 року був у Львові під час візиту цісаря Йозефа ІІ, який вручав Потоцьким диплом графів, отриманий тіткою К. Коссаковською 1777 року. 1785 року втратив Щирецьке староство, яке взяла собі скарбниця Австрії. Посол польський у Стамбулі 1792 року, що вартувало скарбниці 60 000 дукатів, але не мало користі; Порта витратила на нього 3 млн піастрів — думка драгомана Порти Моруцці. За родинною традицією, ці гроші витратив із власної кишені.
Невдовзі після квітня 1801 року повернувся додому, поділив більшість маєтностей між синами, осів у Білилівці — віні дружини, де заклав сад, оранжерею, сприяв будівництву нового палацу, утримував парафіяльну школу, 1807 року заснував банк (радше позичкова каса) для допомоги селянам, шляхті, жидам, в 1813 році сприяв реставрації костелу. Покриваючи борги, поступово продавав належні до Білилівки села. Сприяв заснуванню повітової школи в Махнівці, був її куратором. 1812-го був обраний маршалком шляхти Київської губернії. На посаді здобув дозвіл на відновлення костелу в Києві після пожежі, намагався тут відкрити університет.
Потім потрапив у «неласку» царя бл. 1818, за Ніколая І арештований у Києві за діяльність у «Товаристві патріотичному».
Помер від «каміння» 15 січня в Бердичеві, був похований 4 лютого 1829 у Білилівці.

### Сім'я
Дружина — Кристина з Потоцьких (пом. 1789) — дама Ордену Хреста із зірками (3 травня 1787), донька Йоахима Кароля Потоцького. Діти:
- Казімеж;
- Ян Алоїзій — дідич Тикоцина;
- Фелікс — полковник, масон, 1808 року разом з братом Яном продав маєток в Білостоку царю Олександру І[4];
- Александер.